# Olivia Hooker

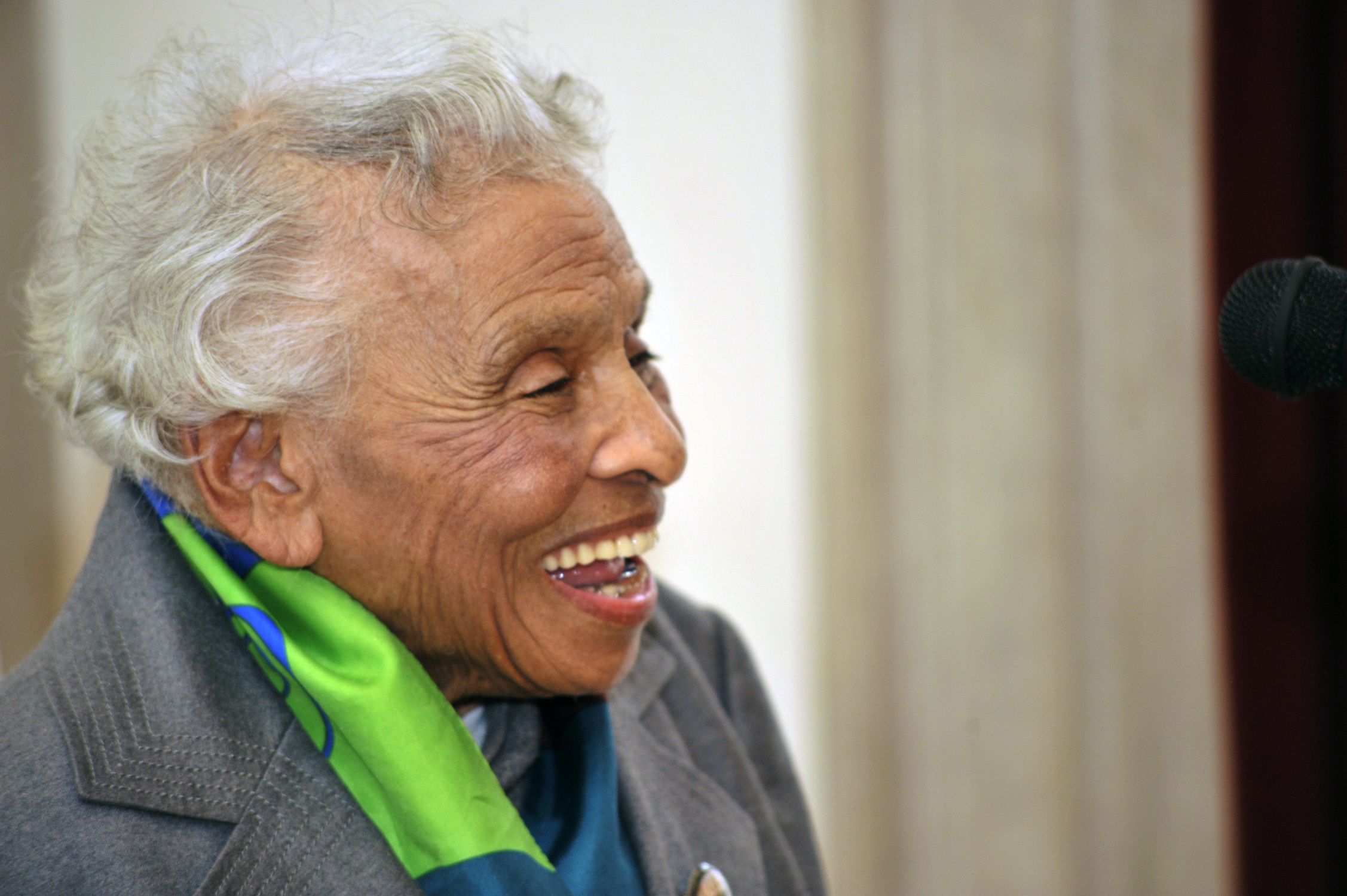
Olivia Hooker (2011)

Olivia Juliette Hooker (* 12. Februar 1915 in Muskogee, Oklahoma; † 21. November 2018 in White Plains, New York) war eine amerikanische Psychologin und Professorin.
Sie war eine der letzten bekannten Überlebenden des Massakers von Tulsa im Jahr 1921 und die erste afroamerikanische Frau, die im Februar 1945 in die United States Coast Guard eintrat. Während des Zweiten Weltkriegs wurde sie zur SPAR (Semper Paratus Always Ready) versetzt, als Mitglied der Frauenreserve der US-Küstenwache.  Sie diente in der Küstenwache, bis ihre Einheit Mitte 1946 aufgelöst wurde; danach wurde sie Psychologin in einem Frauengefängnis und klinische Professorin an der Fordham University.

## Leben

### Kindheit und Bildung
Als eines von fünf Kindern wurde Hooker in Muskogee, Oklahoma, als Tochter von Samuel Hooker und Anita Hooker (geb. Stigger) geboren. Die Familie lebte am 31. Mai 1921 im Greenwood-Distrikt von Tulsa, als eine Gruppe weißer Männer mit Fackeln in ihr Haus eindrang und begann, ihre Habseligkeiten, darunter das Klavier ihrer Schwester und den Plattenspieler ihres Vaters, zu zerstören. Sie und ihre Geschwister kauerten unter einem Tisch, versteckt unter einer Tischdecke, bis die Männer weg waren. „Es war eine schreckliche Sache für ein kleines Mädchen, das erst sechs Jahre alt ist“, sagte sie 2018 gegenüber Radio Diaries, „zu versuchen, sich daran zu erinnern, still zu sein, damit sie nicht wussten, dass wir da waren.“ Der Angriff war Teil der Rassenunruhen in Tulsa vom 31. Mai bis 1. Juni 1921, bei denen Mitglieder des Ku-Klux-Klan und andere weiße Einwohner von Tulsa den Greenwood-Distrikt zerstörten – der wegen der Konzentration von Unternehmen in schwarzem Besitz in der Gegend auch als Black Wall Street bekannt ist – und bei denen bis zu 300 Menschen getötet und mehr als 10.000 obdachlos wurden.
Nach den Unruhen zog ihre Familie nach Topeka, Kansas, und dann nach Columbus, Ohio, wo sie 1937 ihren Bachelor of Arts an der Ohio State University erwarb und in der dritten Klasse unterrichtete. Während ihrer Zeit an der OSU trat sie der Delta-Sigma-Theta-Vereinigung bei, wo sie sich dafür einsetzte, dass afroamerikanische Frauen in die US-Marine aufgenommen werden. 1947 erhielt sie ihren Master am Teachers College der Columbia University, und 1961 promovierte sie in klinischer Psychologie an der University of Rochester mit ihrer Dissertation über die Lernfähigkeit von Kindern mit Down-Syndrom.

### U.S. Coast Guard

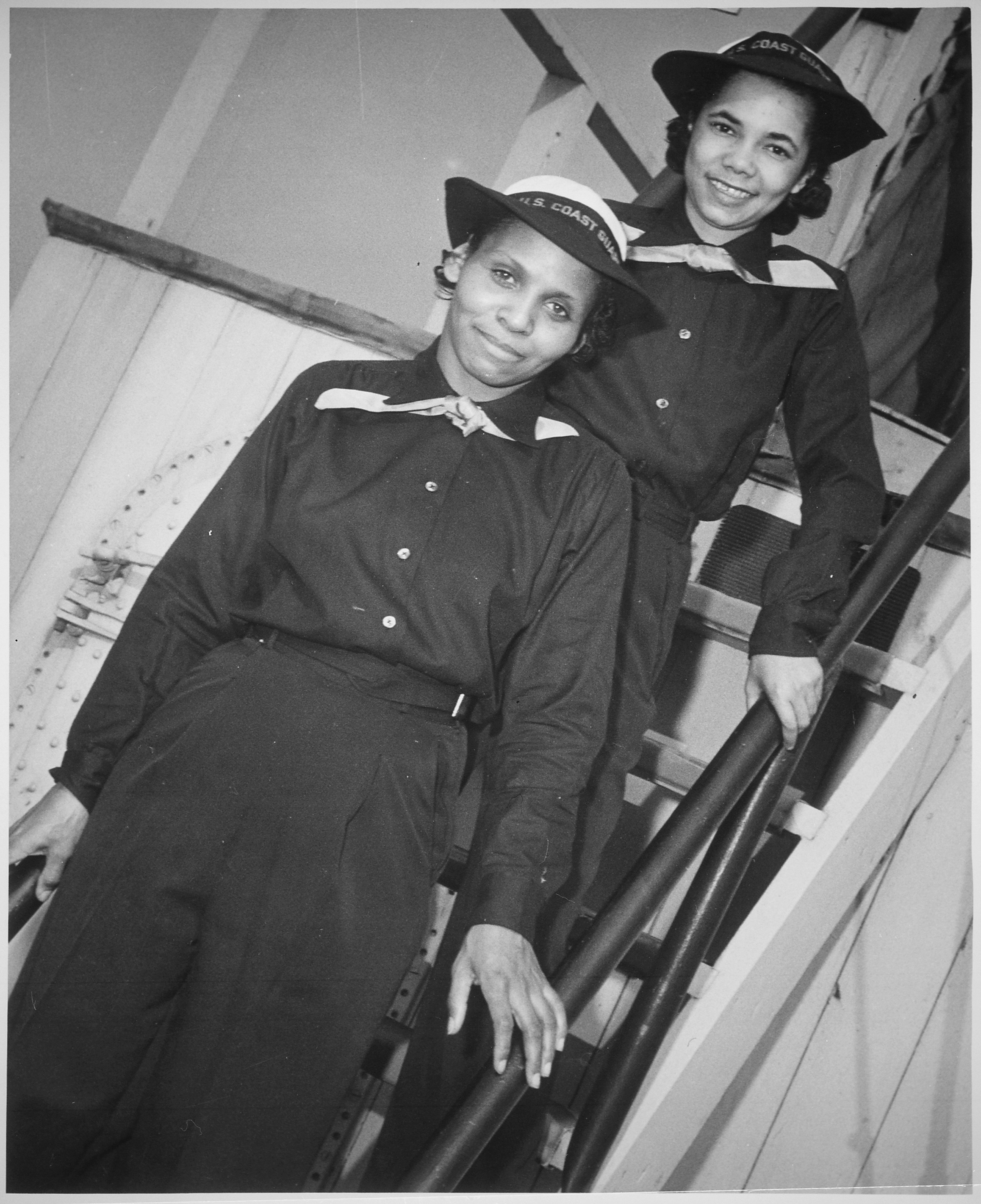
Olivia Hooker (vorne) mit Aileen Anita Cooks (hinten), Manhattan Beach, Brooklyn

Hooker bewarb sich bei der Women Accepted for Volunteer Emergency Service (WAVES) der U.S. Navy, wurde aber aufgrund ihrer ethnischen Herkunft abgelehnt. Sie widersprach der Ablehnung wegen eines Formfehlers und wurde angenommen; sie hatte sich jedoch bereits entschieden, der Küstenwache beizutreten. Sie trat der U.S. Coast Guard im Februar 1945 bei. Am 9. März 1945 wurde sie für sechs Wochen zur Grundausbildung in Manhattan Beach, Brooklyn, New York, geschickt. Während der gesamten Ausbildung wurde Hooker zur Frauenreserve der Küstenwache (Coast Guard Women’s Reserve, SPARS) und musste Kurse besuchen und Prüfungen ablegen. Sie war eine von nur fünf Afroamerikanerinnen, die als erste in das SPARS-Programm aufgenommen wurde. Nach der Grundausbildung spezialisierte sich Hooker auf die Yeoman-Rate und blieb weitere neun Wochen im Bootcamp, bevor sie nach Boston ging, wo sie Verwaltungsaufgaben übernahm und den Rang einer Yeoman Second Class in der Coast Guard Women’s Reserve erlangte. Im Juni 1946 wurde das SPAR-Programm aufgelöst, und Hooker erhielt den Rang eines Petty Officer 2. Klasse und einen Good Conduct Award.

### Psychologie
Nach Erhalt ihres Master-Abschlusses am Teachers College der Columbia University zog Hooker in den Norden des Staates, um in der Abteilung für mentale Hygiene einer Frauengefängnis Albion County zu arbeiten. Viele Frauen in dieser Einrichtung wurden vom Personal als schwer lernbehindert eingestuft. Hooker war der Ansicht, dass sie ungerecht behandelt wurden und bewertete sie neu, in der Hoffnung, den Frauen nach ihrer Zeit in der Einrichtung zu einer besseren Ausbildung und Arbeit zu verhelfen. Sie schrieb diesen Erfolg dem Umstand zu, dass sie „unvoreingenommen auf sie zugegangen ist“. Die Justizvollzugsanstalt hilft den Frauen auch heute noch, einen Abschluss und Berufserfahrung für die Zeit nach ihrer Entlassung zu erwerben.
1963 trat sie der Fordham University als leitende klinische Dozentin und Professorin für Psychologie mit Auszeichnung der APA bei; schließlich war sie bis 1985 als außerordentliche Professorin tätig.
Hooker war eine der Gründerinnen der Abteilung 33, Intellektuelle und Entwicklungsbehinderungen, der American Psychological Association (APA) und wurde später von der Vereinigung für ihre Arbeit mit Kindern geehrt. Sie diente als erste Direktorin des Kennedy Child Study Center in New York City, wo sie Evaluationen, zusätzliche Hilfe und Unterstützung/Therapie für Kinder mit Lernbehinderungen und -verzögerungen durchführte.

### Späteres Leben und Ehrungen
1997 gründeten Hooker und andere Überlebende des Massakers die Tulsa Race Riot Commission, um das Massaker und seine Folgen zu untersuchen und Wiedergutmachung zu fordern. Im Jahr 2003 war sie eine der Klägerinnen in einer Bundesklage, die von mehr als 100 Überlebenden und etwa 300 Nachkommen von Menschen, die bei den Angriffen ihr Leben oder Eigentum verloren hatten, gegen den Bundesstaat Oklahoma und die Stadt Tulsa eingereicht wurde und in der Entschädigungsforderungen aufgrund der Beteiligung der lokalen Regierungen an dem Massaker gestellt wurden; der Oberste US-Gerichtshof wies den Fall 2005 kommentarlos ab.
Hooker ging im Alter von 87 Jahren in den Ruhestand. Im Alter von 95 Jahren trat sie der Hilfstruppe der Küstenwache bei und diente als Hilfskraft in Yonkers, New York.
Hooker erhielt 2011 die Präsidentschaftsauszeichnung der American Psychological Association. Im Jahr 2012 wurde sie in die Ruhmeshalle der Veteranen des Senats des Staates New York aufgenommen.
Am 9. Februar 2015 sprach Kirsten Gillibrand im Kongress, um Hooker „die Ehre zu erweisen“. Im selben Jahr wurde die Olivia Hooker Dining Facility auf der Küstenwache von Staten Island ihr zu Ehren benannt. Im selben Jahr wurde auch eine Ausbildungseinrichtung im Hauptquartier der Küstenwache in Washington, D.C. nach ihr benannt.
Am 20. Mai 2015 würdigte Präsident Barack Obama den Dienst und das Vermächtnis von Hookers Küstenwache, als er an der 134. Einweihung der Akademie der Küstenwache der Vereinigten Staaten teilnahm.
Am 11. November 2018 ehrte Google sie, indem es ihre Geschichte als Teil eines Google Doodle zum Tag der Veteranen erzählte.
Hooker starb am 21. November 2018 im Alter von 103 Jahren in ihrem Haus in White Plains, New York, eines natürlichen Todes.
Tulsa Girl, von Shameen Anthanio-Williams, ist ein Buch, das sich auf Hookers Erfahrungen bei den Rassenunruhen von Tulsa konzentriert.
Im Oktober 2019 wurde angekündigt, dass ein Fast Response Cutter ihr zu Ehren benannt werden soll. Dies wird der 61. Kutter der Sentinel-Klasse sein, der nach 2023 an die Küstenwache ausgeliefert werden soll.